# Старокуяново
Старокуяново (баш. Иҫке Ҡуян) — село в Бакалинском районе Республики Башкортостан Российской Федерации. Входит в состав Бакалинского сельсовета.
Административный центр упразднённого в 2008 году Старокуяновского сельсовета.

## География

### Географическое положение
Расстояние до:
- районного центра (Бакалы): 7 км,
- ближайшей ж/д станции (Туймазы): 85 км.

## Население
| 2002 | 2009 | 2010 |
| ---- | ---- | ---- |
| 430  | ↗459 | ↘379 |

Согласно переписи 2002 года, преобладающая национальность — татары (74 %).